# فرد غرين
فرد غرين (بالإنجليزية: Fred Green)‏ هو لاعب كرة قاعدة أمريكي، ولد في 14 سبتمبر 1933 في Titusville, New Jersey ‏ في الولايات المتحدة، وتوفي بنفس المكان في 22 ديسمبر 1996.

## وصلات خارجية
- فرد غرين على موقع دوري كرة القاعدة الرئيسي (الإنجليزية)
- فرد غرين على موقعبيزبول رفرنس.كوم (الدوري الرئيسي) (الإنجليزية)
- فرد غرين على موقعبيزبول رفرنس.كوم (الدوري الثانوي) (الإنجليزية)